# Traduction de la Bible en chinois

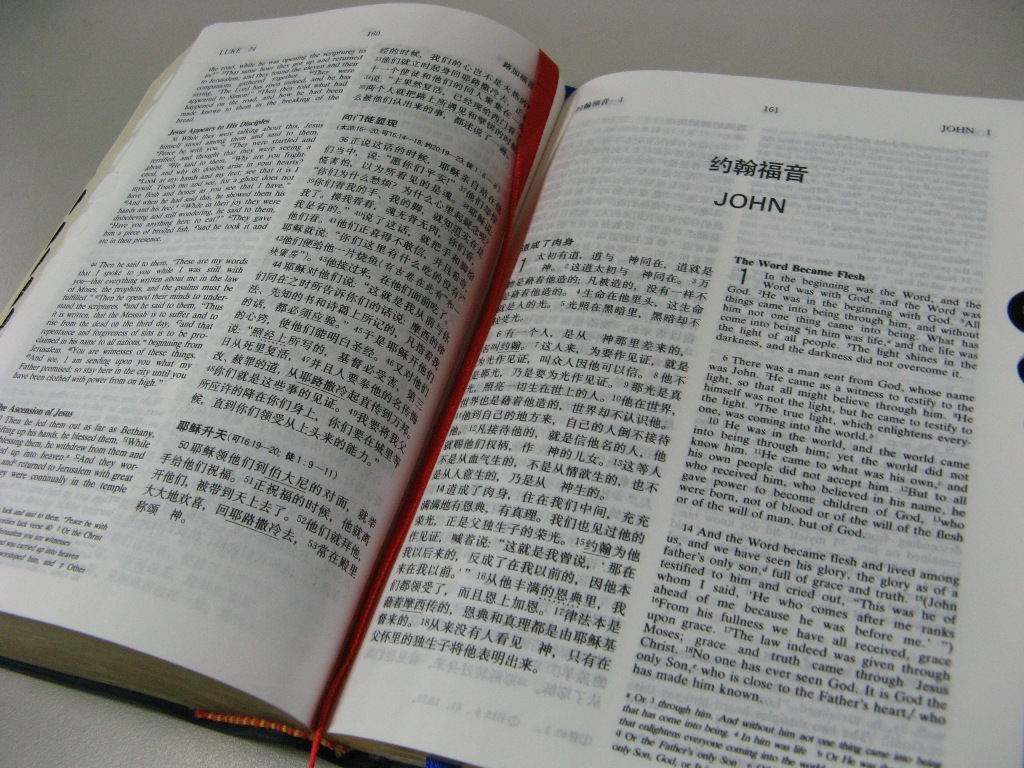
Bible bilingue anglo-chinoise dans sa version dite version de l'Union chinoise (Chinese Union Version).

La traduction de la Bible en chinois inclut les traductions de tout ou de partie de la Bible en n'importe lequel des niveaux et des variantes de la langue chinoise. Les toutes premières tentatives de traductions sont dues à des prêtres catholiques isolés au XVIIIe siècle, et sont restées à l'état de manuscrits. La première bible complète à être imprimée a été la traduction due au pasteur écossais Robert Morrison, en 1823. Par la suite, les travaux de traduction ont été handicapés par des rivalités confessionnelles, des affrontements théologiques, des conflits linguistiques et des défis pratiques, du moins jusqu'à la publication en 1919 de la version de l'Union chinoise, protestante, qui est devenue la base des versions standard en usage aujourd'hui.
La traduction de la Bible en chinois a eu un certain nombre de conséquences au-delà de son objectif initial d'évangélisation :
- L'accès à la Bible dans leur propre langue a permis aux Chinois de développer plus facilement des formes de christianisme indépendantes des missionnaires et des églises étrangères.
- Les traductions conçues pour être lues à haute voix ont été importantes non seulement pour les croyants chrétiens, mais aussi pour les Chinois qui voulaient des modèles pour écrire en langue vernaculaire.
- Les langues ou dialectes régionaux ne pouvant pas être écrits correctement en utilisant les seuls caractères chinois, les traducteurs ont dû inventer des systèmes de transcription phonétiques ou autres, ce qui fait que la Bible a souvent été le premier texte imprimé dans ces langues.
- Les besoins de la traduction ont poussé les missionnaires à étudier le chinois de manière très approfondie, contribuant au développement de la sinologie.
- La Bible, en particulier l'Ancien Testament, a offert aux dirigeants de la rébellion de Taiping au XIXe siècle une vision apocalyptique de la justice sociale sur laquelle fonder leurs revendications.

## Traductions protestantes

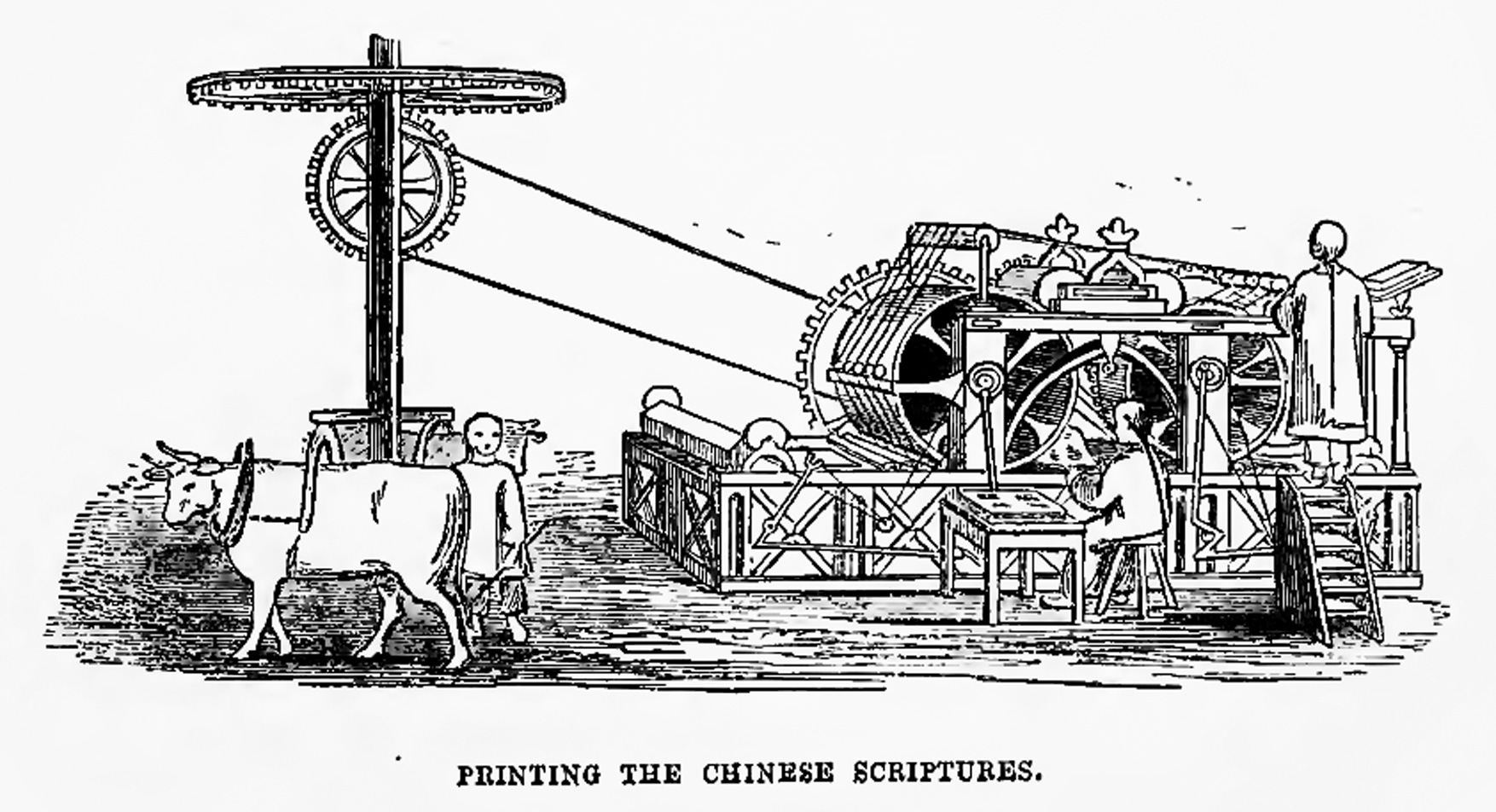
Impression de la Bible chinoise

Les missionnaires protestants ont été les pionniers de la traduction dans les langues locales et régionales, ainsi que de l'impression et de la distribution des Bibles. Au XIXe siècle, les missionnaires ont traduit la Bible et l'ont enseignée dans les églises et les collèges, fournissant une ressource pour diffuser la connaissance de la religion chrétienne. Au XXe siècle, les érudits et les prédicateurs chinois ont étudié et cité la Bible, contribuant à des formes distinctives du christianisme chinois.

### Premières tentatives au début duXIXesiècle
Les premières traductions protestantes ont été faites par des traducteurs isolés s'appuyant parfois sur les collègues qu'ils pouvaient consulter ou sur des traductions manuscrites plus anciennes. La toute première tentative protestante a été faite vers 1800 par le révérend William Willis Moseley, de Daventry, dans le Northamptonshire, en Angleterre. Il a trouvé, au British Museum, une traduction manuscrite en chinois d'une harmonie des quatre évangiles, des Actes et de toutes les épîtres de Paul. Il a ensuite publié « un mémoire sur l'importance et la faisabilité de la traduction et de l'impression des Saintes Écritures en langue chinoise, et de les faire circuler dans ce vaste empire ».
L'archevêque de Canterbury a recommandé à la Société pour la promotion de la connaissance chrétienne d'imprimer cette Bible chinoise, mais, après quatre ans de délibération, le projet a été abandonné.

### Premières traductions de la Bible complète (1820-1850)
Deux tentatives indépendantes et presque simultanées vont finalement aboutir à des traductions de l'ensemble de la Bible.
D'une part, le Collège anglo-hindou de Fort William, à Calcutta, fondé en 1800, avait créé un département consacré à la traduction des Écritures dans les langues asiatiques, principalement les langues vernaculaires indiennes, mais aussi en chinois. Le professeur Hovhannes Ghazarian (Lassar), un Arménien né et éduqué à Macao, a commencé par traduire l'Évangile de Matthieu, qu'il a terminé en 1807. Il a ensuite déménagé à Serampore, où le travail s'est poursuivi sous la conduite du missionnaire anglais Joshua Marshman (en). La British and Foreign Bible Society put publier le Nouveau Testament en 1813 et la Bible entière en 1822. Ce fut la première version imprimée des Écritures en chinois.
Simultanément, le pasteur écossais Robert Morrison, qui se trouvait à Canton, traduisait lui aussi la Bible en chinois. Morrison était le premier missionnaire protestant en Chine, où il était arrivé en 1807, envoyé par la London Missionary Society. La traduction des Écritures, avec la compilation d'un dictionnaire chinois-anglais et anglais-chinois, était devenue sa tâche principale parce que la prédication publique de l'Évangile dans l'empire chinois, et même l'accès des étrangers à cet empire, était interdite et qu'il lui fallait miser sur l'écrit. Avant de quitter l'Angleterre, il avait fait une copie du manuscrit d'Harmonie des Évangiles mentionné précédemment, dont il fit la base de sa traduction du Nouveau Testament, achevée en 1813. Il avait été rejoint la même année par le révérend William Milne, mais quelques jours après son arrivée à Macao, celui-ci avait été contraint de partir pour Canton, puis était allé s'installer à Malacca en Malaisie. Les deux collègues n'en ont pas moins collaboré pour traduire l'Ancien Testament : Milne a traduit les livres historiques et le Livre de Job ; les autres livres ont été traduits par Morrison. La tâche fut terminée en novembre 1819, puis révisée par Morrison. Cette Bible a été imprimée à partir de blocs de bois et publiée, en 21 volumes, en 1823. La British and Foreign Bible Society a versé plus de 10 000 livres sterling pour la traduction, la production et la diffusion de cette édition et des éditions suivantes.
Joshua Marshman fit remarquer que Robert Morrison et lui-même avaient grandement profité des échanges de leurs travaux respectifs, et que la traduction serait portée à une aussi grande perfection en vingt ans qu'elle aurait pu être entre les mains d'un seul en cinquante ans. Pourtant, ils n'ont jamais pu se rencontrer en personne pour comparer et réviser leurs travaux respectifs.
La version de Morrison et Milne, comme celle de Marshman, voulait être une traduction fidèle et littérale, et non pas une traduction élégante ou littéraire. Morrison souhaitait d'ailleurs en publier une version améliorée. Dans une lettre adressée à la Société biblique, il écrivait: "J'en fais mon œuvre quotidienne de corriger la version chinoise des Écritures; et mes frères de la Mission de l'Outre-Gange sont priés de noter tout ce qui pourrait leur apparaître comme une erreur ou imperfection dans la traduction. Celles-ci seront envoyées au collège et conservées, ou immédiatement utilisées, selon ce qui semblera le mieux. " Il espérait que son fils, John Robert Morrison, à qui il avait enseigné le chinois de puis son plus jeune âge et qui avait fréquenté le Collège anglo-chinois (en) de Malacca, réviserait ultérieurement sa traduction de la Bible, mais la mort précoce de John Robert Morrison ne lui a pas permis de consacrer beaucoup de temps à ce projet. En effet, celui-ci, ayant succédé à son père en tant que traducteur gouvernemental à la mort de ce dernier, décède 9 ans plus tard, à 29 ans (en 1843).
La traduction suivante a été faite par un groupe de trois missionnaires, Walter Henry Medhurst, Karl Gützlaff et Elijah Coleman Bridgman, avec l'aide de John Robert Morrison avant sa mort. Ce groupe a terminé la traduction du Nouveau Testament en 1835, et Medhurst en fit la relecture finale en 1836. Cette traduction devint la version de référence pour les protestants pour plus de dix ans. Medhurst participa également à la traduction de l'Ancien Testament publiée par Gützlaff en 1840. En plus de traduire l'Ancien Testament, Gutzlaff a modifié la version du Nouveau Testament que lui et Medhurst avaient préparé conjointement et il en a révisé et imprimé une douzaine d'éditions.
L'American Baptist Board of Foreign Missions a demandé au révérend Josiah Goddard, l'un de leurs missionnaires, de réviser la traduction de Marshman. Il a publié une version révisée du Nouveau Testament en 1853, quatorze ans après son arrivée en Chine. À sa mort, il n'avait que peu avancé sa traduction de l'Ancien Testament, et son travail a été poursuivi par le révérend Dean, de la même société missionnaire, qui résidait à Bangkok. Une nouvelle révision du Nouveau Testament de Marshman, due au missionnaire baptiste anglais, TH Hudson, a été publiée en 1867.

### La Version des délégués
En août 1843, une réunion de missionnaires a eu lieu à Hong Kong pour discuter de la question d'une nouvelle révision de la traduction de la Bible en chinois, et un plan a été adopté afin de permettre à tous les missionnaires capables de contribuer d'y collaborer. Cinq comités locaux ont été formés, et ont pris en charge une partie du travail. À partir de ces comités locaux, des délégués ont été nommés pour former un comité général de révision, par lequel les traductions des comités locaux devaient être comparées, et la version finale adoptée par un vote des délégués.
La première réunion des délégués eut lieu en juin 1847, les membres du comité étant Mgr Boone, de la Mission épiscopale américaine; le révérend Medhurst, de la London Missionary Society, tous deux résidant à Shanghai, le révérend W. Lowrie, de la Mission presbytérienne américaine, établi à Ningbo, le révérend John Stronach, de la London Missionary Society, établi à Amoy et le révérend Bridgman, de l'American Board of Commissioners for Foreign Missions, de Guangzhou. Le pasteur Lowrie s'est noyé peu de temps après le début des travaux, et le révérend William Charles Milne a été élu pour le remplacer. Mgr Boone n'a jamais assisté à une réunion des délégués après la fin du premier chapitre de l'Évangile de Saint Matthieu, et le Dr Bridgman n'a jamais fait de suggestion que ses collègues pouvaient accepter; ainsi, lorsque la version fut finie, il en rejeta toute responsabilité, de sorte que la traduction fut pratiquement l'œuvre des missionnaires anglais Medhurst, Stronach et Milne.
Le comité, aidé par plusieurs lettrés chinois (principalement l'érudit chinois Wang Tao), a travaillé tous les jours, de 10h00 à 14h00, presque sans interruption. La traduction du Nouveau Testament a été achevée en juillet 1850. Elle a été publiée avec l'approbation des délégués et fut dès lors dénommée la Version des délégués (« The Delegates Version »). Peu de temps après la publication de ce Nouveau Testament, une révision de l'Ancien Testament a commencé, mais en raison de devergences de vue entre les membres, le comité s'est séparé, ce qui a donné lieu à la publication de deux versions différentes. L'une, publiée en 1853, a été faite par les missionnaires anglais Medhurst, Stronach et Milne et a été appelée « The Delegates Version », ce qui n'était pas strictement exact, mais, comme les traducteurs réels étaient les mêmes que ceux qui avaient traduit la Version des délégués du Nouveau Testament, et comme le style est uniforme, ce même titre a été donné à toute la Bible.
Pendant ce temps, le Dr Bridgman et le Dr Michael Simpson Culbertson, missionnaires américains, se sont retirés du comité des délégués et ont préparé une version finale distincte.
Deux membres du comité de traduction de la version des délégués, Medhurst et Stronach, ont décidé d'introduire une nouvelle traduction en mandarin d'Anqing. Le Dr Medhurst a traduit l'Ancien Testament et le Révérend Stronach a effectué la traduction du Nouveau Testament. Cette traduction de la Bible entière, publiée en 1856 aux frais de la Bible Society, a été la première traduction n'utilisant pas un style littéraire classique.

### La Bible de Taiping
À la fin des années 1840, Hong Xiuquan, un Chinois hakka converti au christianisme, a déclenché la révolte des Taiping qui faillit bien faire tomber la dynastie Qing et la remplacer par le « Royaume chrétien de la paix céleste » (Taiping Tianguo). Hong avait suivi une éducation chinoise classique mais il avait échoué aux examens impériaux pour obtenir un poste au service du gouvernement. Il avait lu des passages de la Bible dans un tract de l'assistant de Gützlaff, Liang Fa, sans y trouver de base pour l'iconoclasme ou la rébellion contre le gouvernement mandchou. En 1847, Hong étudia l'Ancien et le Nouveau Testament « de manière détaillée et approfondie » sous la tutelle d'un missionnaire baptiste américain à Hong Kong. De retour chez lui, il utilisa la Bible de Gützlaff comme base de sa "Version Taiping autorisée de la Bible" qui fut le fondement religieux de son mouvement. Certaines de ses révisions et ajouts étaient mineurs, comme la correction de caractères mal imprimés et la clarification ou l'amélioration du style, mais Hong a modifié d'autres passages pour s'adapter à ses propres conceptions théologiques et morales, et renforcer l'autorité morale des Écritures pour son public chinois. Dans la Bible de Taiping, par exemple, à Genèse 27/25, les personnes favorisées de Dieu ne buvaient pas de vin. Les filles de Lot ne l'ont pas fait boire et ont eu des relations sexuelles avec lui afin de continuer leur lignée familiale, comme dans Genèse 38/16-26.
L'historien Thomas Reilly a analysé l'impact politique et religieux de la Bible de Taiping. La Bible de Gützlaff, en particulier l'Ancien Testament, montrait une divinité qui punissait les nations qui faisaient le mal et récompensait celles qui faisaient le bien. Cette divinité prêtait également une attention particulière aux pratiques culturelles, y compris la musique, la nourriture et les coutumes du mariage. Les doctrines de la Bible de Taiping ont été acceptées par les membres de la classe pauvre et opprimée de la Chine du milieu du XIXe siècle parce qu'elles étaient présentées comme une restauration de la religion chinoise authentique de l'antiquité classique, une religion que les empereurs et le système impérial confucéen avaient détruite.

### Controverses et évolution à la fin duXIXesiècle, première traduction enmandarin
En 1865, un comité a été nommé dans la capitale pour traduire le Nouveau Testament en mandarin de Pékin. Les membres du comité étaient le révérend John Shaw Burdon, de la Church Missionary Society, le révérend Joseph Edkins, de la London Missionary Society, le révérend Dr Samuel Isaac Joseph Schereschewsky, de l' Église épiscopale américaine, le révérend Dr William Alexander Parsons Martin, de la Mission presbytérienne américaine et le révérend Dr Henry Blodget, de l'American Board of Foreign Missions. Ce travail a duré six ans et a produit la première traduction de la Bible complète en mandarin.
L'évêque épiscopalien de Shanghai, Schereschewsky, avait l'avantage d'avoir appris l'hébreu en tant que jeune juif en Europe avant sa conversion et ses études de théologie en Amérique. Son apport pour éclairer les traductions de termes controversés a influencé les versions ultérieures.
La National Bible Society of Scotland a parrainé une traduction du Nouveau Testament par le révérend Griffith John de Hankou. La Version des Délégués, bien qu'admirablement littéraire, était considérée comme trop savante pour être comprise par les Chinois ordinaires. D'autre part, la version en mandarin vernaculaire n'était pas écrite dans un style qui, selon les Chinois, était convenable pour un écrit sur un sujet sacré. La traduction de Griffith John visait à trouver un juste milieu entre ces deux extrêmes.
Simultanément, le révérend HL Mackenzie, un missionnaire médical qui était en poste à la mission de Swatow (aujourd'hui Shantou) de l'Église presbytérienne anglaise en Chine, traduisait activement les Écritures dans le dialecte Teochew. Mackenzie, qui s'appuyait sur d'autres missionnaires tels que George Smith et JC Gibson, avait particulièrement entrepris de traduire les épîtres de Jean et de Jude du Nouveau Testament.

### Version de l'Union chinoise et autres versions protestantes

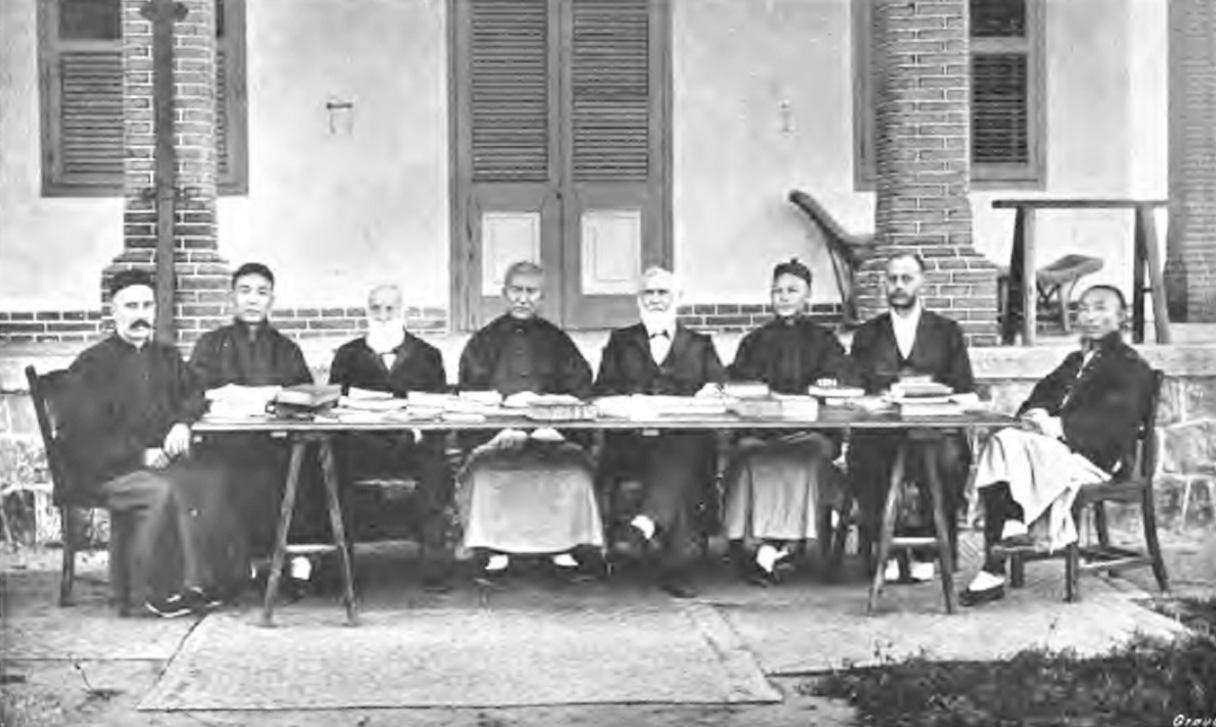
Le comité de traduction de la version de l'Union chinoise (chinois : 和合本 ; pinyin : héhéběn ; littéralement : "version harmonisée/unie") en 1906 : Frederick W. Baller, Liu Dacheng, Carrington Goodrich, Zhang Xixin, Calvin Wilson Mateer, Wang Yuande, Spencer Lewis et Li Chunfan.

Un nouveau chantier a été lancé en 1890 pour fournir une traduction à la fois précise et attrayante. Trois versions étaient prévues - deux versions chinoises classiques et une version en chinois mandarin vernaculaire. Le projet a été achevé en 1919. C'est après la Bible du comité de Pékin de 1868, la deuxième Bible traduite en mandarin. Cette version de l'Union chinoise (chinois : 和合本 ; pinyin : héhéběn ; littéralement : "version harmonisée/unie") demeure à ce jour, moyennant des révisions mineures, la principale version utilisée par les protestants en Chine. En particulier, en raison de sa ponctuation archaïque et de l'emploi de caractères aujourd'hui très rares ou disparus, une version moderne avec les caractères écrits horizontalement et une ponctuation modifiée est aujourd'hui utilisée : la Chinese Union Version with New Punctuation (CUVNP ou CUNP ; (zh)) qui a été publiée en 1988.
Lu Zhenzhong produisit une nouvelle traduction dans les années 1950. Les années 1970 ont vu un certain nombre de nouvelles versions chinoises : la version chinoise d'aujourd'hui (TCV), la nouvelle version chinoise (CNV), la Bible vivante chinoise (CLB), qui a ensuite été remplacée par la Bible contemporaine chinoise (CCB), mais parmi celles-ci seulement le TCV a reçu l'approbation officielle de la République populaire de Chine et a été imprimé en Chine.
Le Conseil chrétien de Chine a approuvé une révision de la version de l'Union chinoise en 2003 (和合 本 修訂 版 Héhé běn xiūdìng bǎn). Le Nouveau Testament de cette version a été publié par la société d'État Amity Press à Nankin en 2006, et la Bible complète en 2010.

## Traductions catholiques
La seule version approuvée de la Bible catholique chinoise est le Studium Biblicum .
La Bible ne jouait pas un rôle majeur dans la prédication de l'Église catholique en Europe au XVIe siècle, et pas davantage dans les premières missions jésuites en Chine ; la traduction de la Bible en chinois n'était donc pas une préoccupation majeure pour les catholiques. Les missionnaires jésuites de Pékin ont été autorisés en 1615 à effectuer une messe en langue vernaculaire et à traduire des textes sacrés, mais seulement dans «une langue savante propre aux lettrés ». Les supérieurs jésuites de Pékin, cependant, ont déterminé qu'il serait plus utile de traduire d'autres œuvres que la Bible, bien qu'ils aient fait des traductions des Dix Commandements, du Sermon sur la Montagne, d'un catéchisme basé sur la Bible et d'une vie du Christ. Les Chinois pouvaient donc avoir une connaissance raisonnable des questions bibliques même s'il n'y avait pas de traduction publiée de la Bible elle-même. Les premières traductions n'ont eu lieu qu'au XVIIIe siècle et ont été faites par des prêtres isolés de leur propre initiative. Aucune des deux traductions connues n'était complète et aucune n'a été publiée. Le British Museum avait acquis une copie manuscrite de la première traduction, que Robert Morrison avait copiée et utilisée comme référence pour son propre travail.
La première traduction catholique de la Bible complète en chinois a été lancée par un jeune frère franciscain nommé Gabriele Allegra, qui a commencé à traduire l'Ancien Testament à partir des langues hébraïques et araméennes originales en 1935, et a terminé l'Ancien Testament en 1944. Insatisfait de ce premier jet, il recruta l'année suivante les frères Solanus Lee, Antonius Lee, Bernardinus Lee et Ludovicus Liu et fonda le Studium Biblicum Franciscanum à Pékin. Sur ces entrefaites, la guerre civile chinoise obligea les franciscains à déplacer leur institut à Hong-Kong en 1948. Après vingt ans de travail, le premier Ancien Testament a été publié en 1954. En 1968, le Nouveau et l'Ancien Testament ont été publiés en un seul volume.
John C. H. Wu, un Chinois converti au catholicisme qui fut le représentant de la République de Chine auprès du Vatican, a également fait une traduction du Nouveau Testament et des Psaumes en chinois classique en 1946. Les traductions n'étaient pas directes et souvent considérées comme fleuries, et sa traduction des Psaumes était plutôt une paraphrase.

## Traductions orthodoxes russes
Trois traductions orthodoxes majeures du Nouveau Testament ont été produites.
La première a été réalisée par l'archimandrite Gury (Karpov), chef de la 14e mission ecclésiastique russe à Pékin (1858-1864). Il a commencé le travail de traduction du slave en 1859, terminant le premier jet en quatre ans. Le texte a ensuite été amélioré grâce à la participation de plusieurs Chinois et finalement publié à l'été 1864.
Une version mise à niveau du Nouveau Testament a été préparée grâce aux travaux de l'archimandrite Flavian (Gorodecky), chef de la 16e mission ecclésiastique russe (1879-1883). Celui-ci a introduit le chinois comme langue liturgique et a lancé les travaux de mise à jour de la traduction de Gury du Nouveau Testament en 1884. La mise à jour comprenait de courtes notes explicatives, particulièrement pour la bonne compréhension de la terminologie théologique. En outre, cette nouvelle version s'appuyait en partie sur la traduction protestante de la Bible réalisée par Samuel Isaac Joseph Schereschewsky .
La troisième traduction orthodoxe majeure du Nouveau Testament a été réalisée dans le cadre de la 18e mission ecclésiastique russe, dirigée par Innokenty (Figurovsky), évêque de Pereyaslav, plus tard métropolite de Pékin et de Chine. Actualisant à nouveau les travaux du père Gury, la traduction a été publiée en 1910 avec plus de commentaires et une langue plus proche du chinois vernaculaire.

## Langues régionales, minoritaires et tribales
Comme les langues ou dialectes régionaux ne pouvaient pas être correctement écrits en utilisant des caractères chinois, les missionnaires et les responsables d'église ont inventé des systèmes de transcription phonétique, de syllabaires ou de romanisation afin d'écrire et d'imprimer des textes chrétiens et des bibles. Ce sont la plupart du temps les premiers ouvrages imprimés dans ces langues, comme les traductions de la Bible en taïwanais. Un besoin similaire a conduit à l'invention de plusieurs systèmes pour le braille chinois. De la même manière, au début du XXe siècle, le missionnaire Samuel Pollard a inventé un système phonétique pour le miao et d'autres langues minoritaires qui est utilisé plus d'un siècle plus tard. Les missionnaires sont donc à l'origine des systèmes d'écriture pour les peuples tribaux et minoritaires de Chine.

## Comparaison des principales versions
| Traduction                                                               | Évangile selon Jean 3/16                                                                                         | pinyin |
| ------------------------------------------------------------------------ | --- | --- |
| Version de l'Union chinoise (version protestante, 1919)                  | 16 神 爱 世人 ， 甚至 将 他 的 独生子 赐给 他们 ， 叫 一切 信 他 的 ， 不 至 灭亡 ， 反 得 永生。                | 16 Shén ài shìrén, shènzhì jiāng tā de dúshēngzǐ cì gěi tāmen, jiào yīqiè xìn tā de, bù zhì mièwáng, fǎn de yǒngshēng.                  |
| Version révisée de l'Union chinoise (Version protestante, révision 2006) | 16 神 爱 世人 ， 甚至 将 他 独 一 的 儿子 赐给 他们 ， 叫 一切 信 他 的 人 不致 灭亡 ， 反 得 永生。             | 16`Shén ài shìrén, shènzhì jiāng tā dú yī de érzi cì gěi tāmen, jiào yīqiè xìn tā de rén bùzhì mièwáng, fǎn de yǒngshēng.               |
| Version Studium Biblicum (Version catholique, 1968)                      | 16 天主 竟 這樣 愛 了 世界 ， 甚至 賜 下 了 自己 的 獨生子 ， 使 凡 信 他 的 人 不 至 喪 亡 ， 反而 獲得 永生 ， | 16 Tiānzhǔ jìng zhèyàng àile shìjiè, shènzhì cì xiàle zìjǐ de dúshēngzǐ, shǐ fán xìn tā de rén bù zhì sàngwáng, fǎn'ér huòdé yǒngshēng, |
| La version chinoise d'aujourd'hui (Version protestante, 1975)            | 16 上帝 那么 爱 世人 ， 甚至 赐 下 他 的 独 子 ， 要使 所有 信 他 的 人 不致 灭亡 ， 反 得 永恒 的 生命。        | 16 Shàngdì nàme ài shìrén, shènzhì cì xià tā de dúzǐ, yào shǐ suǒyǒu xìn tā de rén bùzhì mièwáng, fǎn de yǒnghéng de shēngmìng.         |

## Sources
- General Conference of the Protestant Missionaries of China, 2nd, Shanghai, Records of the General Conference of the Protestant Missionaries of China held at Shanghai, May 7-20, 1890, Shanghai, American Presbyterian Mission Press, 1890 (lire en ligne)Internet Archive
- William Townsend, Robert Morrison : the pioneer of Chinese missions, Londres, S.W. Partridge, 1890 (lire en ligne) Internet Archive